# Tubolachnum
Tubolachnum is een geslacht van schimmels uit de familie Lachnaceae.

## Soorten
Volgens Index Fungorum telt het geslacht twee soorten (peildatum april 2022):
| Soortnaam              | Auteur(s) | Publicatiejaar |
| ---------------------- | --------- | -------------- |
| Tubolachnum danthoniae | Velen.    | 1934           |
| Tubolachnum mirabile   | Velen.    | 1934           |